# Ballycotton (County Cork)
Ballycotton (irisch Baile Choitín) ist ein Fischerdorf an der irischen Südwestküste im County Cork in der Provinz Munster. Ballycotton hatte bei der Volkszählung im Jahr 2022 544 Einwohner.

## Lage
Ballycotton liegt 25 Kilometer südöstlich von Cork an der Ballycotton Bay. Vorgelagert sind zwei unbewohnte kleine Inseln. Auf der äußeren befindet sich der 1851 errichtete Leuchtturm Ballycotton Lighthouse. Nach Ballycotton führt die R629 nach Cloyne und weiter nach Midleton. 

## Geschichte
Die frühere Ortschaft Ballycotton war Opfer der Küstenerosion geworden, sodass die heutige Ortschaft etwas weiter im Landesinneren errichtet wurde. Gleichwohl wird jedes Jahr mehr von der Küste abgetragen. 
1875 wurde das sog. Ballycotton Cross aus dem 8./9. Jahrhundert, eine keltische Kreuzbrosche aus vergoldeter Kupferlegierung und in deren Zentrum ein Glasjuwel mit der Kufi-Inschrift „Bismallah“, an das British Museum übergeben. Angeblich soll das Objekt im Moorgebiet Ballycotton Bog gefunden worden sein. 

## Trivia
Der Film Divine Rapture sollte hier mit internationalen Stars wie Marlon Brando, John Hurt, Johnny Depp und Debra Winger gedreht werden. Nach ersten Aufnahmen brach jedoch die Finanzierung zusammen und lediglich 24 Minuten des Films wurden gedreht. 
Der Ballycotton Road Race fand von 1977 bis 2017 auf einer Zehn-Meilen-Strecke statt. 

## Sehenswürdigkeiten
- Kirche Stella Maris (Star of the Sea)

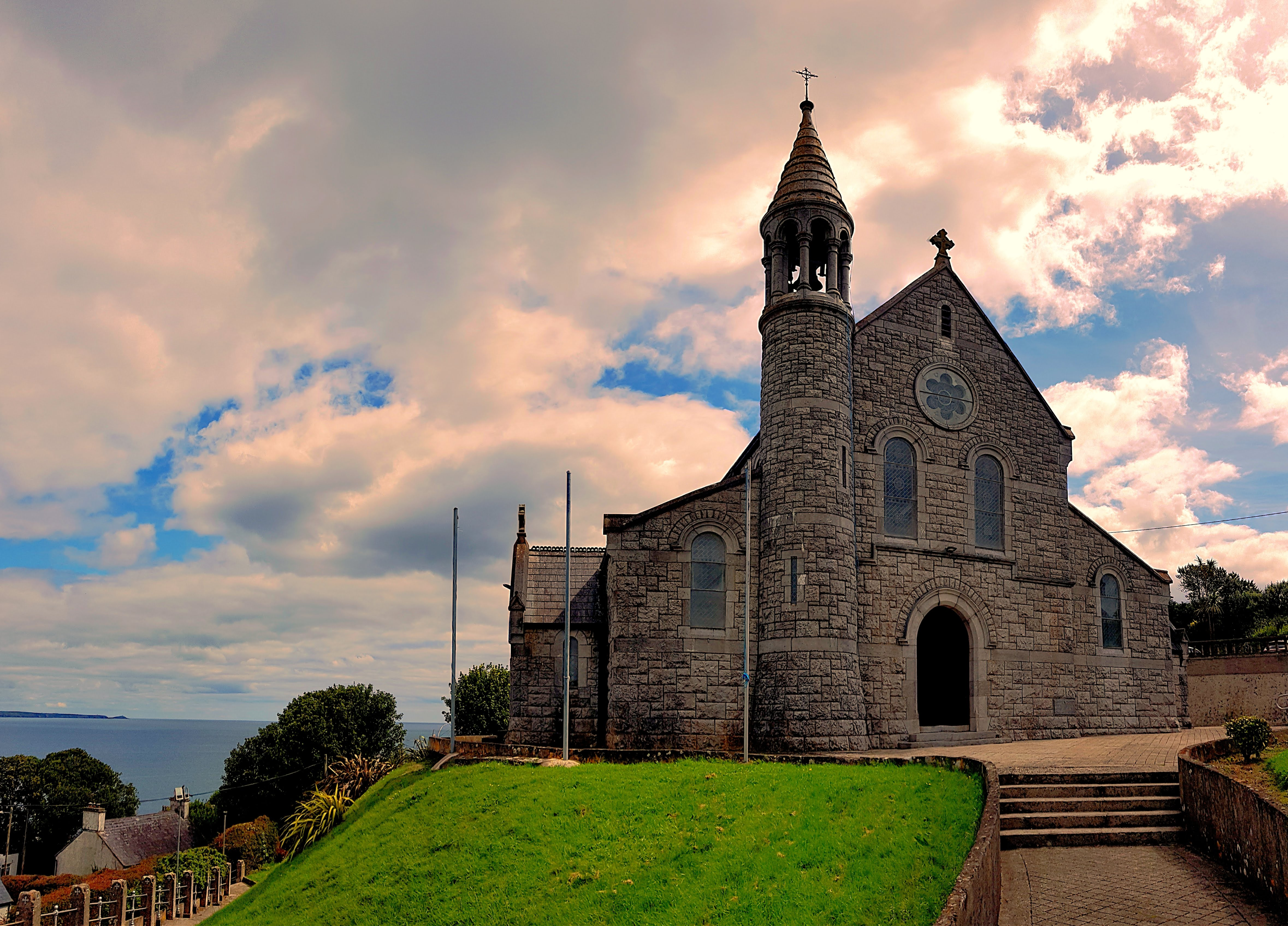
Kirche Stella Maris
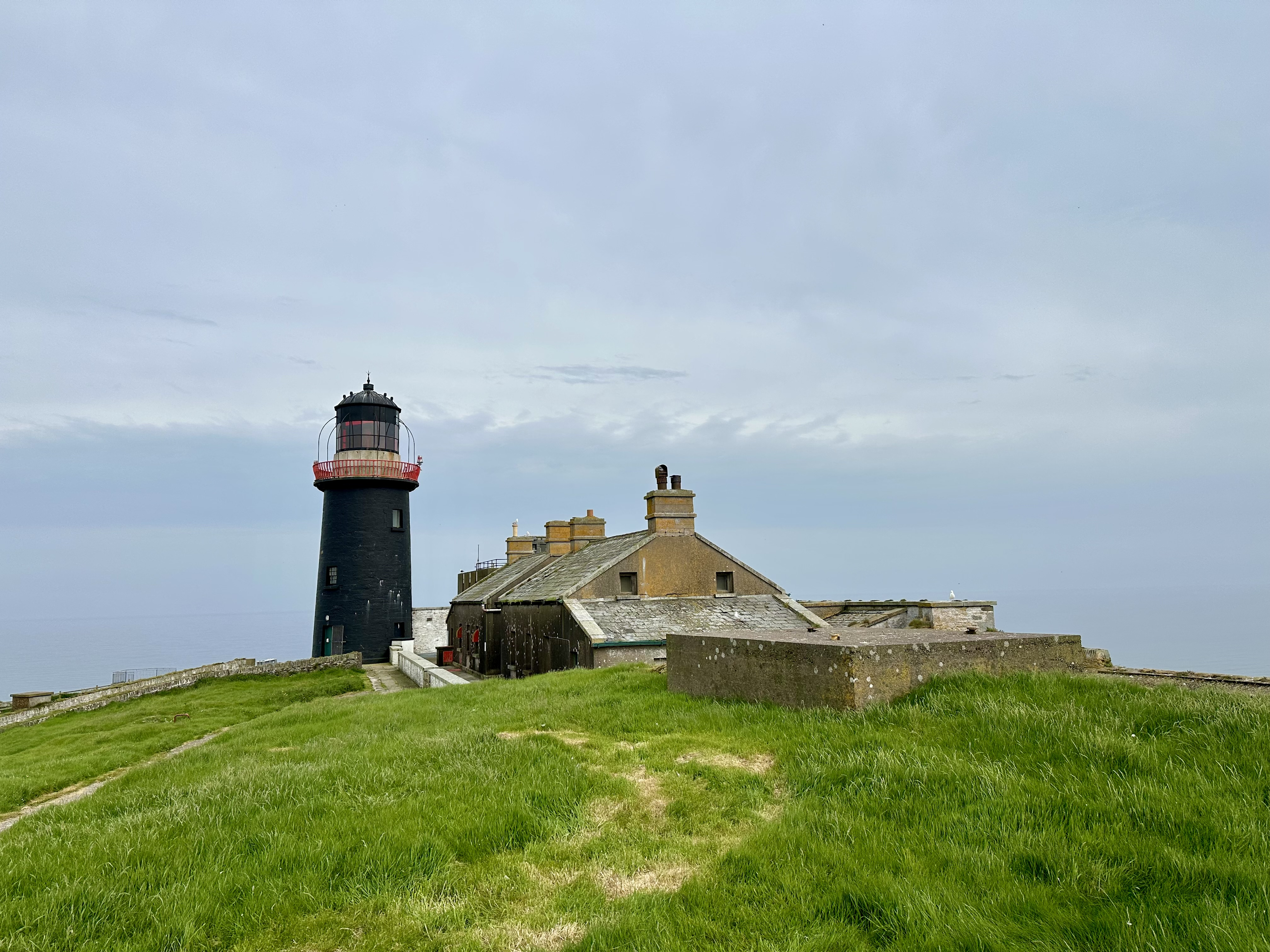
Ballycotton Lighthouse